# Der Lottogewinner
Der Lottogewinner ist ein Sketch des deutschen Humoristen Loriot. Er wurde erstmals 1976 in der Fernsehserie Loriot mit Heinz Meier und Claus Dieter Clausnitzer in den Hauptrollen ausgestrahlt.

## Handlung

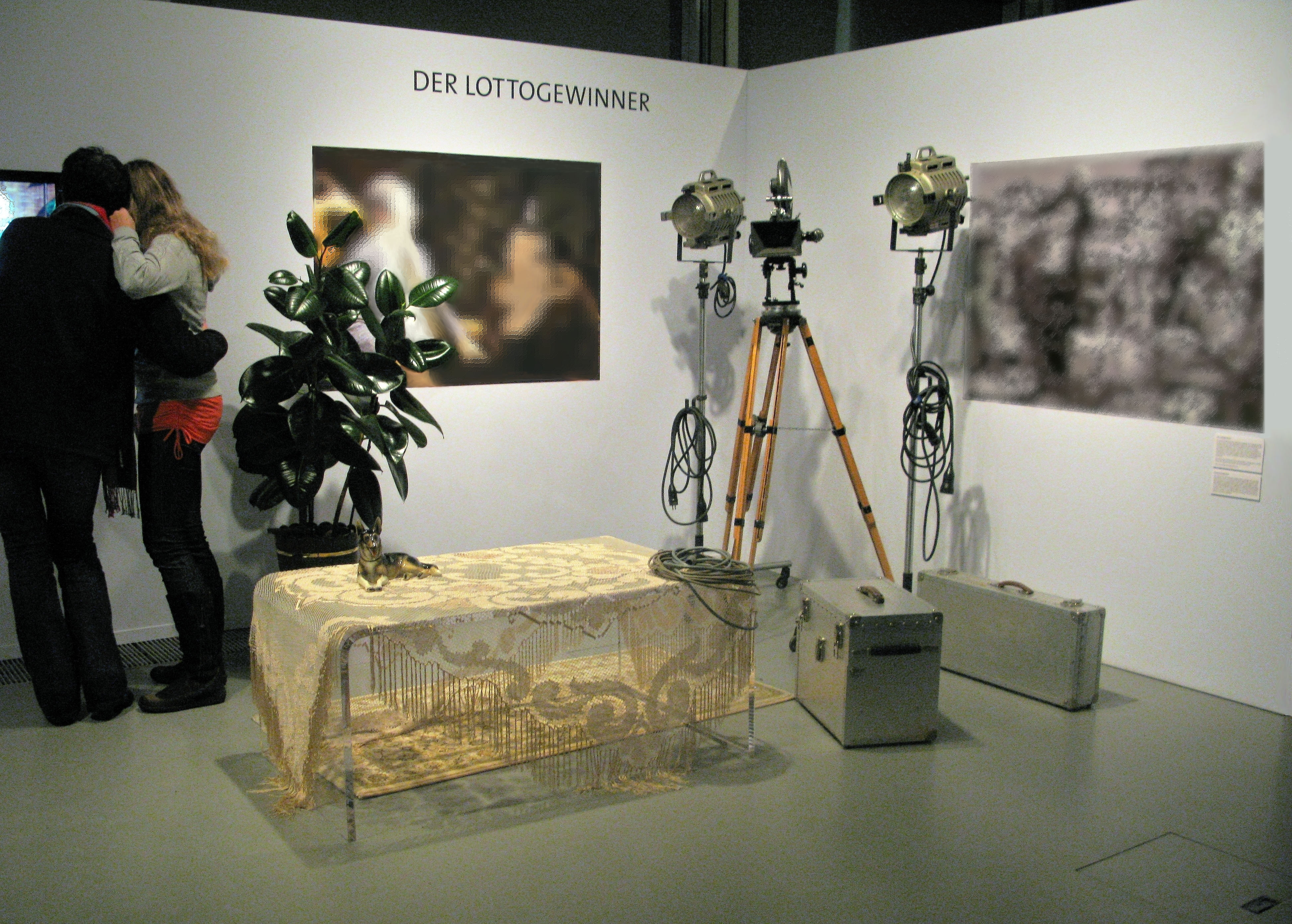
Requisiten aus dem Sketch Der Lottogewinner in der Ausstellung Loriot – Die Hommage im Filmmuseum Berlin

Hauptfigur des Sketches ist der 66-jährige Rentner Erwin Lindemann, der gerade 500.000 DM im Lotto gewonnen hat und nun in seinem Wohnzimmer von einem Fernsehteam für den Kulturbericht eines fiktiven Nachrichtenmagazins zu seinen weiteren Plänen befragt wird. Lindemann, in einem Sessel sitzend und ob des Trubels durch die Fernsehleute um ihn herum sichtlich nervös, soll dabei nur die folgende kurze, zuvor einstudierte Erklärung abgeben:

„Ich heiße Erwin Lindemann, bin Rentner und 66 Jahre. Mit meinem Lottogewinn von 500.000 Mark mache ich erstmal eine Reise nach Island, dann fahre ich mit meiner Tochter nach Rom und besuche eine Papstaudienz. Und im Herbst eröffne ich dann in Wuppertal eine Herrenboutique.“

Wegen verschiedener technischer Schwierigkeiten und mehrerer Korrekturen seitens des zunehmend entnervt auftretenden Regisseurs wird Lindemann allerdings immer wieder unterbrochen und muss seinen Text mehrfach wiederholen, wobei er ihn vor Aufregung von Einstellung zu Einstellung mehr und mehr durcheinanderbringt. Als der Kameramann schließlich aus dem Hintergrund das Knapperwerden des Filmmaterials anmahnt, gibt sich der Regisseur schließlich mit einem zwar halbwegs flüssig vorgebrachten, letztlich aber völlig sinnentstellten Vortrag Lindemanns zufrieden:

„Ich heiße Erwin und bin Rentner. Und in 66 Jahren fahre ich nach Island und da mache ich einen Gewinn von 500.000 Mark. Und im Herbst eröffnet dann der Papst mit meiner Tochter eine Herrenboutique in Wuppertal.“

## Ausstrahlung und Rezeption
Der Lottogewinner war der letzte von fünfzehn Sketchen der am 8. März 1976 in der ARD ausgestrahlten ersten Folge der insgesamt sechsteiligen Fernsehserie Loriot und zählt heute zu den berühmtesten der deutschen Fernsehgeschichte.
Die Figur Erwin Lindemann sollte ihren Text nach Loriots ursprünglicher Planung mit einer leichten niedersächsischen Färbung sprechen. Heinz Meier, der aus der Nähe Königsbergs stammte und den ostpreußischen Dialekt perfekt beherrschte, überzeugte Loriot dann aber davon, Lindemann in einem leichten ostpreußischen Idiom agieren zu lassen.
„Mit der Figur des verwirrten Erwin Lindemann“, schrieb die Frankfurter Allgemeine Zeitung, „gelingt Loriot ein ergreifendes Porträt des modernen Individuums, das sich von seinen Mitmenschen (hier: ein Regisseur) dazu drängen läßt, sich selbst zu verleugnen, und vor lauter Ambitionen (Herrenboutique in Wuppertal etc.) die Orientierung verliert – bis es seinen eigenen Namen vergißt.“ Mit Blick auf den Bekanntheitsgrad der Figur sagte Loriot, der die Hauptrollen in seinen Sketchen sonst meist selbst spielte, später einmal zum Darsteller Heinz Meier: „Zwei große Fehler hab ich gemacht: Ich hab mein Haus nicht unterkellert, und ich habe Sie den Lindemann spielen lassen.“ Für Meier war der Lottogewinner eine seiner bekanntesten Rollen.
In einer 1988 für den Tonträger Heile Welt aufgenommenen Audioversion des Sketches sprach Loriot sowohl Lottogewinner Lindemann als auch den ihn interviewenden Regisseur selbst.

## Textausgaben (Auswahl)
- Loriots dramatische Werke. Diogenes, Zürich 1981, ISBN 3-257-01004-4, S. 288–293.
- Menschen, Tiere, Katastrophen. Hrsg.: Peter Köhler (= Reclams Universal-Bibliothek. Band 8820). Reclam, Stuttgart 1992, ISBN 3-15-008820-8, S. 112–115.
- Das Frühstücksei. Gesammelte dramatische Geschichten mit Doktor Klöbner und Herrn Müller-Lüdenscheidt, Herrn und Frau Hoppenstedt, Erwin Lindemann u. v. a. Diogenes, Zürich 2003, ISBN 3-257-02081-3, S. 269–272 (Jubiläumsausgabe).
- Gesammelte Prosa. Hrsg.: Daniel Keel unter der Mitarbeit von Marion Hertle u. a. Diogenes, Zürich 2006, ISBN 3-257-06481-0, S. 26–32.